# Polly Rødtop
Polly Rødtop er en amerikansk stumfilm fra 1917 af Jack Conway.

## Medvirkende
- Ella Hall som Polly Redhead
- Gertrude Astor som Lady Caroline
- Charles Hill Mailes som Jarlen av Osterley
- Gretchen Lederer som Lady Osterley
- Helen Wright som Mrs. Brown